# Korowija
Korowija (ukr. Коровія) – wieś na Ukrainie, w obwodzie czerniowieckim, w rejonie czerniowieckim, w hromadzie Czerniowce. W 2001 liczyła 2992 mieszkańców.